# Colusa (Kalifornija)
Colusa je grad u američkoj saveznoj državi Kalifornija. Prema popisu stanovništva iz 2010. u njemu je živjelo 5,971 stanovnika.